# Acneus oregonensis
Acneus oregonensis är en skalbaggsart som beskrevs av Kenneth Fender 1951. Acneus oregonensis ingår i släktet Acneus och familjen Psephenidae. Inga underarter finns listade i Catalogue of Life.